# George Banks
George Christopher Banks (nacido el 9 de octubre de 1972 en Rillito, Arizona) es un exjugador de baloncesto estadounidense cuya carrera transcurrió en ligas menores de su país, y en diferentes equipos de Europa y Australia. Con 2,01 metros de estatura, jugaba en la posición de alero.

## Trayectoria deportiva

### Universidad
Jugó dos temporadas en el Community college de Central Arizona, de donde pasó a los Miners de la Universidad de Texas-El Paso, donde jugó dos temporadas más, en las que promedió 11,7 puntos y 8,4 rebotes por partido. En su última temporada fue incluido en el mejor quinteto de la Western Athletic Conference.

### Profesional
Fue elegido en la cuadragésimo sexta posición del 1995 por Miami Heat, pero no llegó a jugar en la liga, haciéndolo en ligas menores hasta que en 1996 fichó por el Dinamo Basket Sassari italiano, donde jugó tres temporadas, altenándolas en los meses de verano con competiciones de su país, en las que promedió 17,2 puntos y 8,8 rebotes por partido.
En 2001 fichó por los Canberra Cannons de la liga australiana, donde sustituyó por lesión a su compatriota Korleone Young, y tras pasar dos temporadas en la liga chipriota, recaló en el Bandırma Banvit de Turquía, donde en su única temporada promedió 17,7 puntos y 7,9 rebotes por partido.
Volvió posteriormente al Keravnos B.C. chipriota, acabando su carrera disputando tres temporadas en la liga húngara.